# Chryseida pachymeri
Chryseida pachymeri är en stekelart som beskrevs av Carlos Schrottky 1906. Chryseida pachymeri ingår i släktet Chryseida och familjen kragglanssteklar.
Artens utbredningsområde är Paraguay. Inga underarter finns listade i Catalogue of Life.